# イナーシャ (アルバム)
『イナーシャ』（Inertia）は、アメリカ合衆国のキーボーディスト、デレク・シェリニアンが2001年に発表したソロ名義では2作目のスタジオ・アルバム。日本で先行発売された。

## 解説
サイモン・フィリップスが共同プロデューサーに起用され、フィリップスは「ラプソディー・イントロ」を除く全曲でドラムスを演奏したのに加えて、10曲中4曲の作曲にも貢献した。タイトル曲と「アストログライド」には、元マハヴィシュヌ・オーケストラのジェリー・グッドマンが参加した。また、エドガー・ウィンターのカヴァー「フランケンシュタイン」等のレコーディングに参加したザック・ワイルドは、シェリニアンがアリス・クーパー・バンドのメンバーとして活動していた頃から親交があったという。
Jonathan Widranはオールミュージックにおいて5点満点中3点を付け「皮肉なことだが、誰のリーダー作品なのか知らずにこのアルバムを聴いた者には、ギタリストのジャム・アルバムと捉えられることだろう」「シェリニアンはドラマーのサイモン・フィリップスと共に共同プロデューサーを務め、随所で微妙なハーモニーの箔を付けていることを別とすれば、ここでは彼の役割が明瞭でない」と評している。
「イナーシャ」の発表後、シェリニアンのもとに電話があった。声の主はスティーヴ・ヴァイで、「君のアルバムを聴いた。すばらしかったんで、よくやったと言いたくて電話した」と彼は言った。その後、GENERATION AXEにおいてスティーヴ・ヴァイ、ザック・ワイルド、ヌーノ・ベッテンコート、トーシン・アバシらと、このアルバムでもカバーした「フランケンシュタイン」を演奏している。
2014年2月11日には、「イーグル・ロック」傘下のレーベルArmoury Recordsから再発CDが発売された。

## 収録曲
特記なき楽曲はデレク・シェリニアンとサイモン・フィリップスの共作。
1. イナーシャ - "Inertia" - 4:20
2. フランケンシュタイン - "Frankenstein" (Edgar Winter) - 3:31
3. マタ・ハリ - "Mata Hari" (Derek Sherinian, Simon Phillips, Tony Franklin) - 6:22
4. イーヴィル・クニーヴィル - "Evel Kneivel" (D. Sherinian) - 3:16
5. ラ・ペラ・ロカ - "La Pera Loca" - 5:06
6. グッバイ・ポークパイ・ハット - "Goodbye Porkpie Hat" (Charles Mingus) - 6:23
7. アストログライド - "Astroglide" - 4:35
8. ホワット・ア・シェイム - "What a Shame" (D. Sherinian, Al Pitrelli) - 5:01
9. ラプソディー・イントロ - "Rhapsody Intro" (D. Sherinian, Virgil Donati) - 1:41
10. ラプソディー・イン・ブラック - "Rhapsody in Black" (D. Sherinian, V. Donati) - 6:40
  - 本編終了後、隠しトラック"Eleven"が収録されている[7]。

## 参加ミュージシャン
- デレク・シェリニアン - キーボード
- サイモン・フィリップス - ドラムス(#9を除く全曲)
- スティーヴ・ルカサー - ギター(on #1, #3, #5, #6, #8, #9, #10)、エレクトリック・シタール(on #3)
- ザック・ワイルド - ギター(on #2, #4, #8)、アコースティック・ギター(on #8)
- ジェリー・グッドマン - エレクトリック・ヴァイオリン(on #1, #7)
- トム・ケネディ - ベース(on #1, #6, #10)
- トニー・フランクリン - ベース(on #2, #3, #4, #8)
- ジミー・ジョンソン - ベース(on#5, #7)